# Dīmītrīs Christofī
Dīmītrīs Christofī (in greco: Δημήτρης Χριστοφή; Paralimni, 28 settembre 1988) è un calciatore cipriota, attaccante dell'Ethnikos Achnas e della nazionale cipriota.

## Carriera

### Club
Durante la sua carriera ha giocato principalmente con l'Omonia, squadra in cui ha militato dal 2008 al 2013 e con cui ha contato 136 presenze in campionato, condite da 26 reti.
Il 16 giugno 2013 viene ufficializzato il suo passaggio al Sion.
Nel 2015 ritorna all'Omonia dove ha realizzato 17 reti in 81 partite.

### Nazionale
Dal 2008 al 2018 ha giocato con la nazionale cipriota.

## Statistiche

### Cronologia presenze e reti in nazionale
| Cronologia completa delle presenze e delle reti in nazionale ― Cipro | Cronologia completa delle presenze e delle reti in nazionale ― Cipro | Cronologia completa delle presenze e delle reti in nazionale ― Cipro | Cronologia completa delle presenze e delle reti in nazionale ― Cipro | Cronologia completa delle presenze e delle reti in nazionale ― Cipro | Cronologia completa delle presenze e delle reti in nazionale ― Cipro | Cronologia completa delle presenze e delle reti in nazionale ― Cipro | Cronologia completa delle presenze e delle reti in nazionale ― Cipro |
| Data                                                                 | Città                                                                | In casa                                                              | Risultato                                                            | Ospiti                                                               | Competizione                                                         | Reti                                                                 | Note                                                                 |
| -------------------------------------------------------------------- | -------------------------------------------------------------------- | -------------------------------------------------------------------- | -------------------------------------------------------------------- | -------------------------------------------------------------------- | -------------------------------------------------------------------- | -------------------------------------------------------------------- | -------------------------------------------------------------------- |
| 19-5-2008                                                            | Patrasso                                                             | Grecia                                                               | 2 – 0                                                                | Cipro                                                                | Amichevole                                                           | -                                                                    | 72’                                                                  |
| 20-8-2008                                                            | Basilea                                                              | Svizzera                                                             | 4 – 1                                                                | Cipro                                                                | Amichevole                                                           | -                                                                    | 72’                                                                  |
| 6-9-2008                                                             | Larnaca                                                              | Cipro                                                                | 1 – 2                                                                | Italia                                                               | Qual. Mondiali 2010                                                  | -                                                                    | 63’                                                                  |
| 15-10-2008                                                           | Dublino                                                              | Irlanda                                                              | 1 – 0                                                                | Cipro                                                                | Qual. Mondiali 2010                                                  | -                                                                    |                                                                      |
| 19-11-2008                                                           | Strovolos                                                            | Cipro                                                                | 2 – 1                                                                | Bielorussia                                                          | Amichevole                                                           | 1                                                                    | 80’                                                                  |
| 10-2-2009                                                            | Nicosia                                                              | Cipro                                                                | 0 – 2                                                                | Serbia                                                               | Amichevole                                                           | -                                                                    | 64’                                                                  |
| 11-2-2009                                                            | Nicosia                                                              | Cipro                                                                | 3 – 2                                                                | Slovacchia                                                           | Amichevole                                                           | -                                                                    | 79’                                                                  |
| 28-3-2009                                                            | Larnaca                                                              | Cipro                                                                | 2 – 1                                                                | Georgia                                                              | Qual. Mondiali 2010                                                  | 1                                                                    |                                                                      |
| 1-4-2009                                                             | Sofia                                                                | Bulgaria                                                             | 2 – 0                                                                | Cipro                                                                | Qual. Mondiali 2010                                                  | -                                                                    | 59’                                                                  |
| 12-8-2009                                                            | Tirana                                                               | Albania                                                              | 6 – 1                                                                | Cipro                                                                | Amichevole                                                           | -                                                                    | 46’                                                                  |
| 5-9-2009                                                             | Nicosia                                                              | Cipro                                                                | 1 – 2                                                                | Irlanda                                                              | Qual. Mondiali 2010                                                  | -                                                                    | 90’                                                                  |
| 3-3-2010                                                             | Larnaca                                                              | Cipro                                                                | 0 – 0                                                                | Islanda                                                              | Amichevole                                                           | -                                                                    |                                                                      |
| 8-10-2010                                                            | Larnaca                                                              | Cipro                                                                | 1 – 2                                                                | Norvegia                                                             | Qual. Euro 2012                                                      | -                                                                    | 81’                                                                  |
| 16-11-2010                                                           | Amman                                                                | Giordania                                                            | 0 – 0                                                                | Cipro                                                                | Amichevole                                                           | -                                                                    | 58’                                                                  |
| 26-3-2011                                                            | Nicosia                                                              | Cipro                                                                | 0 – 0                                                                | Islanda                                                              | Qual. Euro 2012                                                      | -                                                                    | 73’                                                                  |
| 29-3-2011                                                            | Larnaca                                                              | Cipro                                                                | 0 – 1                                                                | Bulgaria                                                             | Amichevole                                                           | -                                                                    | 69’                                                                  |
| 10-8-2011                                                            | Strovolos                                                            | Cipro                                                                | 3 – 2                                                                | Moldavia                                                             | Amichevole                                                           | -                                                                    | 61’                                                                  |
| 2-9-2011                                                             | Strovolos                                                            | Cipro                                                                | 0 – 4                                                                | Portogallo                                                           | Qual. Euro 2012                                                      | -                                                                    | 80’                                                                  |
| 6-9-2011                                                             | Reykjavík                                                            | Islanda                                                              | 1 – 0                                                                | Cipro                                                                | Qual. Euro 2012                                                      | -                                                                    |                                                                      |
| 7-10-2011                                                            | Strovolos                                                            | Cipro                                                                | 1 – 4                                                                | Danimarca                                                            | Qual. Euro 2012                                                      | -                                                                    | 62’                                                                  |
| 11-10-2011                                                           | Oslo                                                                 | Norvegia                                                             | 3 – 1                                                                | Cipro                                                                | Qual. Euro 2012                                                      | -                                                                    | 62’                                                                  |
| 11-11-2011                                                           | Larnaca                                                              | Cipro                                                                | 1 – 2                                                                | Scozia                                                               | Amichevole                                                           | 1                                                                    |                                                                      |
| 29-2-2012                                                            | Nicosia                                                              | Cipro                                                                | 0 – 0                                                                | Serbia                                                               | Amichevole                                                           | -                                                                    | 60’                                                                  |
| 15-8-2012                                                            | Sofia                                                                | Bulgaria                                                             | 1 – 0                                                                | Cipro                                                                | Qual. Euro 2012                                                      | -                                                                    | 56’ 69’                                                              |
| 7-9-2012                                                             | Tirana                                                               | Albania                                                              | 3 – 1                                                                | Cipro                                                                | Qual. Mondiali 2014                                                  | -                                                                    | 55’                                                                  |
| 11-9-2012                                                            | Larnaca                                                              | Cipro                                                                | 1 – 0                                                                | Islanda                                                              | Qual. Mondiali 2014                                                  | -                                                                    |                                                                      |
| 12-10-2012                                                           | Maribor                                                              | Slovenia                                                             | 2 – 1                                                                | Cipro                                                                | Qual. Mondiali 2014                                                  | -                                                                    |                                                                      |
| 16-10-2012                                                           | Larnaca                                                              | Cipro                                                                | 1 – 3                                                                | Norvegia                                                             | Qual. Mondiali 2014                                                  | -                                                                    |                                                                      |
| 14-11-2012                                                           | Nicosia                                                              | Cipro                                                                | 0 – 3                                                                | Finlandia                                                            | Amichevole                                                           | -                                                                    | 62’                                                                  |
| 6-2-2013                                                             | Nicosia                                                              | Cipro                                                                | 1 – 3                                                                | Serbia                                                               | Amichevole                                                           | -                                                                    | 60’                                                                  |
| 23-3-2013                                                            | Strovolos                                                            | Cipro                                                                | 0 – 0                                                                | Svizzera                                                             | Qual. Mondiali 2014                                                  | -                                                                    |                                                                      |
| 5-3-2014                                                             | Strovolos                                                            | Cipro                                                                | 0 – 0                                                                | Irlanda del Nord                                                     | Amichevole                                                           | -                                                                    | 85’                                                                  |
| 4-9-2014                                                             | Pola                                                                 | Croazia                                                              | 2 – 0                                                                | Cipro                                                                | Amichevole                                                           | -                                                                    | 53’                                                                  |
| 9-9-2014                                                             | Zenica                                                               | Bosnia ed Erzegovina                                                 | 1 – 2                                                                | Cipro                                                                | Qual. Euro 2016                                                      | 2                                                                    |                                                                      |
| 10-10-2014                                                           | Strovolos                                                            | Cipro                                                                | 1 – 2                                                                | Israele                                                              | Qual. Euro 2016                                                      | -                                                                    |                                                                      |
| 13-10-2014                                                           | Cardiff                                                              | Galles                                                               | 2 – 1                                                                | Cipro                                                                | Qual. Euro 2016                                                      | -                                                                    |                                                                      |
| 16-11-2014                                                           | Nicosia                                                              | Cipro                                                                | 5 – 0                                                                | Andorra                                                              | Qual. Euro 2016                                                      | 1                                                                    |                                                                      |
| 12-6-2015                                                            | Andorra la Vella                                                     | Andorra                                                              | 1 – 3                                                                | Cipro                                                                | Qual. Euro 2016                                                      | -                                                                    | 85’                                                                  |
| 7-10-2016                                                            | Pireo                                                                | Grecia                                                               | 2 – 0                                                                | Cipro                                                                | Qual. Mondiali 2018                                                  | -                                                                    | 66’ 77’                                                              |
| 10-10-2016                                                           | Zenica                                                               | Bosnia ed Erzegovina                                                 | 2 – 0                                                                | Cipro                                                                | Qual. Mondiali 2018                                                  | -                                                                    | Cap. 77’                                                             |
| 13-11-2016                                                           | Nicosia                                                              | Cipro                                                                | 3 – 1                                                                | Gibilterra                                                           | Qual. Mondiali 2018                                                  | -                                                                    |                                                                      |
| 22-3-2017                                                            | Larnaca                                                              | Cipro                                                                | 3 – 1                                                                | Kazakistan                                                           | Amichevole                                                           | 1                                                                    | 58’                                                                  |
| 25-3-2017                                                            | Nicosia                                                              | Cipro                                                                | 0 – 0                                                                | Estonia                                                              | Qual. Mondiali 2018                                                  | -                                                                    |                                                                      |
| 9-6-2017                                                             | Faro                                                                 | Gibilterra                                                           | 1 – 2                                                                | Cipro                                                                | Qual. Mondiali 2018                                                  | -                                                                    | 73’                                                                  |
| 31-8-2017                                                            | Nicosia                                                              | Cipro                                                                | 3 – 2                                                                | Bosnia ed Erzegovina                                                 | Qual. Mondiali 2018                                                  | 1                                                                    | 81’                                                                  |
| 3-9-2017                                                             | Tallinn                                                              | Estonia                                                              | 1 – 0                                                                | Cipro                                                                | Qual. Mondiali 2018                                                  | -                                                                    | Cap. 87’                                                             |
| 10-11-2017                                                           | Gori                                                                 | Georgia                                                              | 1 – 0                                                                | Cipro                                                                | Amichevole                                                           | -                                                                    | 73’                                                                  |
| 13-11-2017                                                           | Erevan                                                               | Armenia                                                              | 3 – 2                                                                | Cipro                                                                | Amichevole                                                           | -                                                                    | Cap. 58’                                                             |
| 23-3-2018                                                            | Strovolos                                                            | Cipro                                                                | 0 – 0                                                                | Montenegro                                                           | Amichevole                                                           | -                                                                    | Cap. 73’                                                             |
| 20-5-2018                                                            | Amman                                                                | Giordania                                                            | 3 – 0                                                                | Cipro                                                                | Amichevole                                                           | -                                                                    | Cap. 73’                                                             |
| 13-10-2018                                                           | Sofia                                                                | Bulgaria                                                             | 2 – 1                                                                | Cipro                                                                | UEFA Nations League 2018-2019 - 1º turno                             | -                                                                    | 72’                                                                  |
| 16-10-2018                                                           | Lubiana                                                              | Slovenia                                                             | 1 – 1                                                                | Cipro                                                                | UEFA Nations League 2018-2019 - 1º turno                             | -                                                                    | 87’                                                                  |
| 5-9-2020                                                             | Strovolos                                                            | Cipro                                                                | 0 – 2                                                                | Montenegro                                                           | UEFA Nations League 2020-2021 - 1º turno                             | -                                                                    | Cap. 63’                                                             |
| 8-9-2020                                                             | Nicosia                                                              | Cipro                                                                | 0 – 1                                                                | Azerbaigian                                                          | UEFA Nations League 2020-2021 - 1º turno                             | -                                                                    | Cap. 57’                                                             |
| 7-10-2020                                                            | Larnaca                                                              | Cipro                                                                | 1 – 2                                                                | Rep. Ceca                                                            | Amichevole                                                           | -                                                                    | 73’                                                                  |
| 10-10-2020                                                           | Lussemburgo                                                          | Lussemburgo                                                          | 2 – 0                                                                | Cipro                                                                | UEFA Nations League 2020-2021 - 1º turno                             | -                                                                    | Cap.                                                                 |
| 13-10-2020                                                           | Elbasan                                                              | Azerbaigian                                                          | 0 – 0                                                                | Cipro                                                                | UEFA Nations League 2020-2021 - 1º turno                             | -                                                                    | Cap. 69’                                                             |
| 4-6-2021                                                             | Budapest                                                             | Ungheria                                                             | 1 – 0                                                                | Cipro                                                                | Amichevole                                                           | -                                                                    | Cap. 63’                                                             |
| 7-6-2021                                                             | Charkiv                                                              | Ucraina                                                              | 4 – 0                                                                | Cipro                                                                | Amichevole                                                           | -                                                                    | 46’                                                                  |
| 1-9-2021                                                             | Ta' Qali                                                             | Malta                                                                | 3 – 0                                                                | Cipro                                                                | Qual. Mondiali 2022                                                  | -                                                                    | 58’                                                                  |
| 24-3-2022                                                            | Tallinn                                                              | Estonia                                                              | 0 – 0                                                                | Cipro                                                                | UEFA Nations League 2020-2021 - Play-out                             | -                                                                    | 70’                                                                  |
| 29-3-2022                                                            | Larnaca                                                              | Cipro                                                                | 2 – 0                                                                | Estonia                                                              | UEFA Nations League 2020-2021 - Play-out                             | -                                                                    | 79’                                                                  |
| 5-6-2022                                                             | Larnaca                                                              | Cipro                                                                | 0 – 0                                                                | Irlanda del Nord                                                     | UEFA Nations League 2022-2023 - 1º turno                             | -                                                                    | Cap. 65’                                                             |
| 9-6-2022                                                             | Volo                                                                 | Grecia                                                               | 3 – 0                                                                | Cipro                                                                | UEFA Nations League 2022-2023 - 1º turno                             | -                                                                    | 46’                                                                  |
| 12-6-2022                                                            | Belfast                                                              | Irlanda del Nord                                                     | 2 – 2                                                                | Cipro                                                                | UEFA Nations League 2022-2023 - 1º turno                             | -                                                                    | Cap.                                                                 |
| 27-9-2022                                                            | Pristina                                                             | Kosovo                                                               | 5 – 1                                                                | Cipro                                                                | UEFA Nations League 2022-2023 - 1º turno                             | -                                                                    | 46’                                                                  |
| 16-11-2022                                                           | Larnaca                                                              | Cipro                                                                | 0 – 2                                                                | Bulgaria                                                             | Amichevole                                                           | -                                                                    | 65’                                                                  |
| 20-11-2022                                                           | Petah Tiqwa                                                          | Israele                                                              | 2 – 3                                                                | Cipro                                                                | Amichevole                                                           | -                                                                    | 72’                                                                  |
| 28-3-2023                                                            | Erevan                                                               | Armenia                                                              | 2 – 2                                                                | Cipro                                                                | Amichevole                                                           | 1                                                                    | 67’ 84’                                                              |
| 17-6-2023                                                            | Larnaca                                                              | Cipro                                                                | 1 – 2                                                                | Georgia                                                              | Qual. Euro 2024                                                      | -                                                                    | 77’                                                                  |
| 20-6-2023                                                            | Oslo                                                                 | Norvegia                                                             | 3 – 1                                                                | Cipro                                                                | Qual. Euro 2024                                                      | -                                                                    | 70’                                                                  |
| 15-10-2023                                                           | Tbilisi                                                              | Georgia                                                              | 4 – 0                                                                | Cipro                                                                | Qual. Euro 2024                                                      | -                                                                    | Cap. 29’ 71’                                                         |
| Totale                                                               |                                                                      | Presenze (8º posto)                                                  | 72                                                                   |                                                                      | Reti (8º posto)                                                      | 9                                                                    |                                                                      |

## Palmarès

### Club

#### Competizioni nazionali
- Campionato cipriota: 1

Omonia: 2009-2010
- Coppa di Cipro: 3

Omonia: 2011, 2012
Anorthosis: 2020-2021
- Supercoppa di Cipro: 1

Omonia: 2010
- Coppa Svizzera: 1

Sion: 2014-15